# Ida Grove, Iowa
Ida Grove là một thành phố thuộc quận Ida, tiểu bang Iowa, Hoa Kỳ. Năm 2010, dân số của thành phố này là 2142 người.

## Dân số
Dân số qua các năm:
- Năm 2000: 2350 người.
- Năm 2010: 2142 người.